# Galulaukė
Galulaukė è un insediamento del distretto di Kaunas della contea omonima situato al centro della Lituania. Come attesta il censimento nazionale del 2011, si tratta di un comune disabitato. La località fa capo alla seniūnija di Vandžiogala e a est di essa scorre il fiume Urka.